# .bo
bo. هو نطاق إنترنت من صِنف مستوى النطاقات العُليا في ترميز الدول والمناطق، للمواقع التي تنتمي لبوليفيا. و
تديرها وكالة تطوير مجتمع المعلومات (ADSIB)